# Collet de Clapers
El Collet de Clapers és una collada del municipi de Pinós, al Solsonès, que assoleix els 771 m. d'altitud.
Està situat al sud-est d'Ardèvol i al nord-oest del Santuari de Pinós, al nord de l'Obaga de Pinós i a migdia de Seguers, en el vessant septentrional de la Serra de Pinós.